# Chiloquin
Chiloquin – miasto w Stanach Zjednoczonych, w stanie Oregon, w hrabstwie Klamath.